# ایستگاه شووا (قطب جنوب)
ایستگاه شووا ((به ژاپنی: 昭和基地 Shōwa Kichi)) ک ایستگاه تحقیقاتی دائمی ژاپنی در شرق جزیره اونگول در سرزمین شهبانو ماود، جنوبگان است. ایستگاه شووا که در سال ۱۹۵۷ ساخته شد، در تقویم ژاپنی به نام دوره ای که در طی آن تأسیس شد، دوره شووا نامگذاری شده‌است.